# Josef Zieleniec
Josef Zieleniec (* 28. April 1946 in Moskau) ist ein tschechischer Politiker. Von 1992 bis 1997 war er Außenminister der Tschechischen Republik und von 2004 bis 2009 Abgeordneter des Europäischen Parlaments für die Partei SNK Evropští demokraté.

## Ausbildung
Zieleniec studierte Wirtschaftswissenschaften an der Wirtschaftsuniversität Prag und erwarb eine Aspirantur (CSc.) an der Tschechischen Akademie der Wissenschaften und Künste.

## Politisches und berufliches Wirken
Nach der Auflösung des Bürgerforums im Jahre 1991 gehörte er zu den Mitgründern der Demokratischen Bürgerpartei (ODS) und wurde ihr Vizevorsitzender. Noch vor Zerfall der Tschechoslowakei wurde er Minister im neu gegründeten tschechischen Ministerium für internationale Beziehungen und begleitete die Verhandlungen über die Dismembration. Bis 1997 diente er in den Kabinetten von Václav Klaus als Minister für internationale Beziehungen bzw. Außenminister. Er trug wesentlich zur Erstellung der Deutsch-Tschechischen Erklärung bei.
Im Herbst 1997, als die ODS von einem Finanzskandal erschüttert wurde, trat Zieleniec von allen Ämtern zurück und trat als einer der ersten bedeutenden Mitglieder aus der Partei aus. Für einige Jahre zog er sich in die Privatwirtschaft zurück.
2000 trat Zieleniec erfolgreich als parteiloser Kandidat über die Liste der Viererkoalition zu den Senatswahlen an. 2004 zog er für die SNK Evropští demokraté ins Europaparlament ein und wirkte im Auswärtigen Ausschuss. Nach den Senatswahlen im Jahr 2006, als seine Partei in Tschechien erfolglos geblieben war, trat er von allen Parteiämtern zurück.
Zieleniec war an der Kandidatur für das Amt des Präsidenten der Tschechischen Republik interessiert, für das 2008 Wahlen anstanden. Er wurde jedoch nicht aufgestellt und spielte im Vorfeld der Wahl auch medial keine Rolle.
Nachdem er 2009 aus dem Europaparlament ausgeschieden war, kandidierte er 2010 erfolglos bei den Senatswahlen, diesmal wiederum als Parteiloser auf der Liste der Partei Věci veřejné.
Derzeit lehrt Zieleniec im Fach Politikwissenschaft an der Zweigstelle der New York University in Prag.